# Niederbergkirchen
Niederbergkirchen är en kommun och ort i Landkreis Mühldorf am Inn i Regierungsbezirk Oberbayern i förbundslandet Bayern i Tyskland.
Kommunen ingår i kommunalförbundet Rohrbach tillsammans med kommunerna Erharting och Niedertaufkirchen.